# Samoa aux Jeux paralympiques
Le Samoa a participé pour la première fois aux Jeux paralympiques aux Jeux paralympiques d'été de 2000 à Sydney et n'a remporté aucune médaille depuis son entrée en lice dans la compétition.  
Le pays est contraint de renoncer à participer aux Jeux paralympiques d'été de 2020 qui se tiennent en 2021 à Tokyo. La délégation samoane aurait eu à transiter par l'Australie où, dans le contexte d'une résurgence de la pandémie de Covid-19 en Australie, ses membres seraient soumis à deux semaines de quarantaine à l'aller et deux au retour, aux frais du comité paralympique samoan. Celui-ci indique ne pas avoir les moyens financiers requis. Les athlètes ainsi privés des Jeux sont Sitivi Napier Sooaemalelagi (cinq épreuves de nage S9) et Misiuepa John Tupuola Teena (lancer de poids F12). Trois autres petits États insulaires du Pacifique se retirent des Jeux pour la même raison.